# Hatfield and the North
Hatfield and the North fue una banda de rock de la escena de Canterbury que permaneció en activo entre octubre de 1972 y junio de 1975, con algunas reuniones posteriores. Tomó su nombre de las señales de tráfico que indican las salidas de Londres, encaminando a los conductores hacia la carretera A1, conocida anteriormente como Gran Carretera del Norte, que corre hacia el norte a través de Hatfield (Hertfordshire) en dirección a Edimburgo.

## Carrera
La banda se formó a partir de un grupo anterior, Delivery, que a mediados de 1972 contaba en sus filas con el guitarrista Phil Miller (anteriormente en Matching Mole), el teclista Steve Miller (hermano de Phil), el batería Pip Pyle, que lo fuera de Gong, y el bajista y cantante Richard Sinclair (procedente de Caravan).
El grupo, que dio algunos conciertos entre julio y septiembre de ese año, cambió de nombre a Hatfield and the North cuando Steve Miller dejó la banda, siendo sustituido por Dave Sinclair (procedente de Matching Mole y Caravan). Sin embargo, la formación original de Delivery se reunió de nuevo para una sesión en la BBC en noviembre de 1972, con el refuerzo de Lol Coxhill (saxo) y Roy Babbington (bajo).
Dave Sinclair dejó el grupo en enero de 1973, tras una actuación en el programa de la televisión francesa Rockenstock, con Robert Wyatt como cantante invitado. Lo sustituyó Dave Stewart, del grupo Egg, antes de que el grupo hiciera su primera grabación en estudio. 
La banda grabó dos discos, Hatfield and the North y The Rotters' Club. En ambos, contaron con el apoyo vocal de The Northettes: Amanda Parsons, Barbara Gaskin y Ann Rosenthal. Durante la gira "Crisis Tour", en otoño 1974, el grupo contó de nuevo con la colaboración del saxofonista Lol Coxhill. 
Tras la disolución del grupo, Dave Stewart y Miller formaron National Health con Alan Gowen, del grupo Gilgamesh. Pyle se unió a la banda en 1977. Richard Sinclair participó en un par de giras y en una grabación en la BBC en ese mismo año. Hatfield and the North y Gilgamesh habían dado algunos conciertos conjuntos a finales de 1973, que incluían algunas canciones interpretadas en formato de "doble cuarteto", prototipo de National Health. Miller, Stewart, Pyle y Sinclair colaboraron también en otros proyectos.

### Reuniones
En marzo de 1990 el grupo se reunió para grabar un programa de televisión. Junto a Phil Miller, Richard Sinclair y Pip Pyle actuó la teclista Sophia Domancich, pareja por entonces de Pyle. 
En enero de 2005, la banda volvió de nuevo a los escenarios, con el teclista Alex Maguire, y se mantuvo en activo hasta octubre de 2006. Participaron en los festivales de BajaProg y NEARfest en Norteamérica. Pyle, que tenía problemas severos de espalda, falleció en agosto de 2006 tras un concierto en Groningen. Tras la muerte de Pyle, Hatfield dio dos conciertos más, ya apalabrados, con el batería Mark Fletcher. Uno de ellos fue el Canterbury Festival, en octubre de 2006.

## Libros
El escritor Jonathan Coe escribió una novela llamada The Rotters' Club, que toma su nombre del segundo disco de la banda.  

## Material de archivo
Entre 2005 y 2006, la banda publicó Hatwise Choice and Hattitude, dos discos con material inédito de la formación clásica del grupo, procedente de sesiones de radio de la BBC y conciertos, así como algunas maquetas. 
En 2007, el sello Cuneiform Records reeditó en CD dos discos de Steve Miller y Lol Coxhill, incluyendo como material adicional 20 minutos de material de la banda Delivery, antecesora de Hatfield and the North, interpretando God Song, Bossa Nochance/Big Jobs y Betty.

## Discografía
- Hatfield and the North (LP de estudio, Virgin 1973; CD, Virgin 1990)
- The Rotters' Club (LP de estudio, Virgin 1975; CD, Virgin 1990)
- Afters (Virgin, 1980)
- Live 1990 (disco en directo, Demon, 1993)
- Hatwise Choice: Archive Recordings 1973-1975, Volume 1 (Hatco CD73-7501, 2005)
- Hattitude: Archive Recordings 1973-1975, Volume 2 (Hatco CD73-7502, 2006)